# Leon Errol
Pour les articles homonymes, voir Errol.
Leon Errol, de son vrai nom, Leonce Errol Sims (né le 3 juillet 1881 à Sydney, en Australie, et mort le 12 octobre 1951 à Hollywood)  est un acteur australo-américain.

## Filmographie partielle
- 1924 : Yolanda de Robert G. Vignola
- 1925 : Sally d'Alfred E. Green
- 1925 : Le Corsaire aux jambes molles (Clothes make the pirate) de Maurice Tourneur : Tremble-at-Evil" Tidd
- 1930 : Paramount on Parade, film musical collectif
- 1931 : Finn and Hattie de Norman Taurog et Norman Z. McLeod
- 1933 : Alice au pays des merveilles (Alice in Wonderland) de Norman Z. McLeod : Oncle Silbert
- 1934 : We're Not Dressing de Norman Taurog : Oncle Hubert
- 1934 : Une femme diabolique (The Notorious Sophie Lang) de Ralph Murphy
- 1934 : Good Morning, Eve! (en) de Roy Mack
- 1934 : Le capitaine déteste la mer (The Captain Hates the Sea) de Lewis Milestone : Layton
- 1935 : Fête pirate sur l'île Catalina (Pirate Party on Catalina Isle) de Gene Burdette
- 1937 : Hollywood Party de Roy Rowland
- 1939 : Career de Leigh Jason
- 1939 :  The Girl from Mexico (en) de Leslie Goodwins
- 1939 : Dancing Co-Ed de S. Sylvan Simon : Sam "Pops" Marlow
- 1939 :  Mexican Spitfire (en) de Leslie Goodwins
- 1940 :  The Golden Fleecing (en) de Leslie Fenton
- 1940 : Mexican Spitfire Out West de Leslie Goodwins : Oncle Matt Lindsay / Lord Basil Epping
- 1941 : Hurry, Charlie, Hurry de Charles E. Roberts : Daniel Jennings Boone
- 1941 : Where Did You Get That Girl? d'Arthur Lubin
- 1941 : Passez muscade (Never Give a Sucker an Even Break) de Edward F. Cline : Leon
- 1941 : Melody Lane de Charles Lamont
- 1942 : Mexican Spitfire at Sea (en) de Leslie Goodwins
- 1942 : Mexican Spitfire Sees a Ghost (en) de Leslie Goodwins
- 1943 : Amour et Swing (Higher and Higher) de Tim Whelan : Drake
- 1944 : La Vengeance de l'homme invisible (The Invisible Man's Revenge) de Ford Beebe : Herbert
- 1944 : Hat Check Honey d'Edward F. Cline
- 1944 : Slightly Terrific d'Edward F. Cline
- 1944 : Babes on Swing Street d'Edward C. Lilley
- 1948 : 36 heures à vivre (The Noose Hangs High) de Charles Barton